# Perfectae Caritatis
Perfectae Caritatis, el Decreto sobre la adaptación y renovación de la vida religiosa, es el documento publicado por el Concilio Vaticano II que trata específicamente de los institutos de vida consagrada en la Iglesia católica. Uno de los documentos más breves del Concilio, el decreto fue aprobado por 2.321 votos a favor y 4 en contra de los obispos reunidos, y promulgado por el Papa Pablo VI el 28 de octubre de 1965.  Como es habitual en los documentos de la Iglesia, el título está tomado de las primeras palabras (íncipit) del decreto: "de la Caridad Perfecta" en latín.

## Contenido
El Concilio Vaticano II ya había expuesto la naturaleza de la vida religiosa en el capítulo 6 de la Constitución Lumen gentium' y Perfectae Caritatis recogía los principios de la vida religiosa allí establecidos. Este capítulo describía la forma esencial de la vida religiosa como una vida "consagrada por la profesión de los consejos evangélicos" (n. 44). El decreto Perfectae Caritatis fue publicado para "tratar de la vida y de la disciplina de los institutos cuyos miembros hacen profesión de castidad, pobreza y obediencia, y para proveer a sus necesidades en nuestro tiempo" (Perfectae Caritatis n. 1).
Con 25 párrafos numerados, el Decreto establecía cinco principios generales para guiar la renovación de estos institutos. Debido a la gran variedad de comunidades religiosas, con sus diferentes historias, características, costumbres y misiones, el Concilio Vaticano no dio indicaciones específicas, y dejó a cada comunidad individual la autoridad para determinar lo que debía cambiarse de acuerdo con el espíritu de sus fundadores, las necesidades de la vida moderna y las situaciones en las que vivían y trabajaban.

## Después
El 6 de agosto de 1966, el papa Pablo VI publicó Ecclesiae Sanctae, una carta apostólica sobre la aplicación de ciertos documentos conciliares, entre ellos Perfectae Caritatis.
El período que siguió a la promulgación de Perfectae Caritatis estuvo marcado por una enorme experimentación en la vida religiosa. Muchos institutos sustituyeron sus hábitos tradicionales por atuendos más modernos, experimentaron con diferentes formas de oración y vida comunitaria, y adaptaron la obediencia a un superior a una forma de consulta y discusión. Un gran número de religiosos abandonó por completo la vida religiosa, y en las décadas siguientes se produjo un gran descenso del número de vocaciones religiosas en el mundo occidental. No está claro en qué medida este cambio se debió a los documentos del Concilio Vaticano II. Los historiadores señalan que la sociedad occidental en su conjunto atravesaba una agitación social causada por la revolución sexual.